# Chemin Sainte-Marie
Le chemin Sainte-Marie est une voie de Montréal.

## Situation et accès
Ce chemin de 9 kilomètres, qui est surtout industriel et commercial de Sainte-Anne-de-Bellevue et Kirkland, est parallèle sert de voie de service locale à l'autoroute Transcanadienne dans l'ouest de l'Ile de Montréal dont elle longe le nord de cette dernière à l'ouest de la rue Jean-Yves et longe le sud l'autoroute 40 à l'est de la rue Jean-Yves. 
Le chemin Sainte-Marie est la continuité du boulevard des Anciens-Combattants de Sainte-Anne-de-Bellevue à partir du viaduc passant au-dessus du kilomètre 41 de l'autoroute 40 et dessert ensuite les entreprises et industries situés du côté nord de l'autoroute. À partir du Centre commercial Riocan (rue Jean-Yves), le chemin Sainte-Marie traverse de l'autre côté de l'autoroute et devient un peu plus résidentiel. Il forme ensuite un multiplex d'un coin de rue avec le boulevard Saint-Charles pour se rapprocher de la voie rapide pour ensuite reprendre, sous l'appellation boulevard, son axe est-ouest d'origine pour aller terminer à l'intersection de la rue Edmond et de la rue Aesop.
Cette artère est aussi desservie par les autobus de la STM par différents circuits se rendant au Terminus Fairview du Centre commercial Fairview de Pointe-Claire d'où partent certains circuits vers le Métro de Montréal